# Ozotoceros bezoarticus arerunguaensis
Ozotoceros bezoarticus arerunguaensis is een ondersoort van het pampahert (Ozotoceros bezoarticus) die voorkomt in het departement Salto van Uruguay. Waarschijnlijk komt of kwam hij ook voor ten noorden van de Río Negro in de departementen Río Negro, Tacuarembó, Paysandú en Artigas. De ondersoort is genoemd naar de rivier de Arerunguá, waarbij de enige bekende populatie leeft.
Deze ondersoort varieert in kleur van lichtbruin tot kaneelkleurig. De schedel van deze ondersoort verschilt sterk van die van de andere Uruguayaanse ondersoort, O. b. uruguayensis. Een vrouwelijk exemplaar woog 23 kg, had een kop-romplengte van 1080 mm, een staartlengte van 80 mm, een achtervoetlengte van 305 mm, een oorlengte van 110 mm en een hoogte van 610 mm.
Pampahert ·
(Ondersoorten: Ozotoceros bezoarticus arerunguaensis ·
Ozotoceros bezoarticus bezoarticus ·
Ozotoceros bezoarticus celer ·
Ozotoceros bezoarticus leucogaster ·
Ozotoceros bezoarticus uruguayensis) ·
Ozotoceros pampaeus†